# Matthias Jakob Adam Steiner
Matthias Jakob Adam Steiner (* 1740 in Kirchheim am Ries; † 13. Dezember 1796 in Augsburg) war ein deutscher lutherischer Theologe.

## Leben und Wirken
Steiner hatte die Lehranstalten seiner Heimat besucht. Bereits in jungen Jahren hatte er sich zur Theologie hingezogen gefühlt. Nachdem er einige Jahre Pfarrer in Oettingen in Bayern gewesen war und in mehreren im Druck erschienenen Predigten erfreuliche Beweise seines geistlichen Talents gegeben hatte, erhielt er 1777 einen Ruf nach Augsburg. Dort wurde er Diakon und 1783 Pfarrer der evangelisch-lutherischen Gemeinde an der St. Ulrichkirche. Dies Amt bekleidete er bis zu seinem Tod.
Seine gründliche Gelehrsamkeit, die sich nicht nur auf sein eigentliches Fach, die Theologie, beschränkte, sicherte ihm, verbunden mit seinem rhetorischen Talent und seinem Charakter als Mensch, allgemeine Achtung unter Protestanten und Katholiken. Christliche Frömmigkeit, Aufklärung und Toleranz vereinigten sich in ihm auf eine schöne Weise und schienen auch auf seinen Familienkreis übergegangen zu sein. Erheiternd und belehrend, wie seine mündlichen und schriftlichen Vorträge, war sein Umgang. Er besaß eine schätzbare literarische Sammlung von Stellen verschiedener Schriftsteller, besonders eine seltene Bibelsammlung. Von dieser hatte ein Bekannter 1786 bis 1786 in Augsburg eine literarische Ausführung gemacht. Steiner selbst hatte über eine Straßburger Bibelausgabe von 1536 Ausführungen gemacht.

## Werke
- Historischer Bericht von dem Oettingischen evangelischen Waisenhaus. Oettingen, 1764
- Der wahre Weg, sanft und selig zu sterben; eine Predigt. Oettingen 1770
- Herzliche Ermahnung zum unverrückten Bleiben bei Jesu. Oettingen 1770
- Predigt über das Evangelium an Maria Verkündigung. Oettingen, 1770
- Abschiedspredigt über I Joh. 2, 28. Oettingen, 1770
- Die wahren und gegründeten Ursachen, warum Städte und Länder unter harten und kümmerlichen Zeiten seufzen; eine Predigt. Augsburg 1771
- Der fromme Diener (von D. Teller’n in Berlin gepredigt) und christlichen Dienstbothen zum neuen Jahr mitgetheilt. Augsburg 1773
- Trauerrede am Tage der Beerdigung des Hrn. J. L. Tauber’i. Augsburg 1777
- Trauerrede am Beerdigungstage des Herrn Martin Stählin’s, des inneren Rats-Bürgermeisters in Augsburg. Augsburg 1780
- Was ich am festlichen Tage der Wahl und Krönungsfeyer Leopold’s II, unsers allergnädigsten Kaisers und Herrn, Dom. XXIV. p. Trinit. 1790 predigen wollte, aber zu predigen durch plötzliches Erkranken gehindert wurde; denen, die’s ausdrücklich begehrten, auf diese Weise mitgetheilt. Augsburg 1790
- Epistel an Hrn. M. Panzer, eine bisher ganz unbekannte und vergebene Nürnbergische Ausgabe des N. T. und einige andere biblische Seltenheiten betreffend. Augsburg 1781
- Beschreibung einer bisher unbekannten und sehr merkwürdigen Bibelausgabe, die Wolff Köphl 1535 zu Strasburg in fol. gedruckt hat. In: Meusel’s hist. litt, bibliogr. Magazin St. 4. S. 201 u. ff. (1791). — Eine ganz neue Entdeckung, die den Freunden der altern Teutschen Litteratur hoffentlich nicht unangenehm, und für die alteste Buckdruckergeschichte Bambergs nicht unbedeutend seyn wird. ebend. St.5. S- 1—38 (1792) — Ueber die höchst seltene, merkwürdige und uralte Laieinische Bibelausgabe, die sine l. a. et t. in gr. Fol. ans Licht getreten, und sich von allen Bibeln des ersten Drucks, hauptsächlich durch die schönen Romischen Typen unterscheidet, womit sie gedruckt ist. ebend. St. 7. S. 12 (1794)